# 大棠黃泥墩村巴士總站
大棠黃泥墩村巴士總站是香港一個設於元朗區十八鄉大棠僑興路的巴士總站。現時只有1條巴士線行經本站。由於巴士總站沒有足夠空間讓巴士掉頭，巴士駛進總站時須先轉左，然後倒車才可停靠總站

## 歷史
大棠總站歷史悠久，九巴56線於1973年10月11日投入服務，由大棠開出，途經大棠路和教育路往元朗（西）。其時總站設於今僑興路渠邊，以「大棠（黃泥墩）」（Tai Tong (Wong Nai Tun)）為官方全稱，但路線牌僅顯示「大棠 Tai Tong」，以至正稱鮮為人知。
因應輕鐵專區生效，56線於1988年由九廣鐵路接辦，並改組為輕鐵接駁巴士656；而656線於2003年配合九廣西鐵通車而改為現時的K66綫。在九鐵接辦大棠巴士服務的同時，總站名稱除去「黃泥墩」字樣，簡化為「大棠」。港鐵巴士於2017年11月5日，將此站由「大棠」（Tai Tong）改稱「大棠黃泥墩村」（Tai Tong Wong Nai Tun Tsuen），使此站事隔三十年後再次以該村命名。
此外，大棠黃泥墩村總站也是公共小巴元朗至大棠線的終點站。

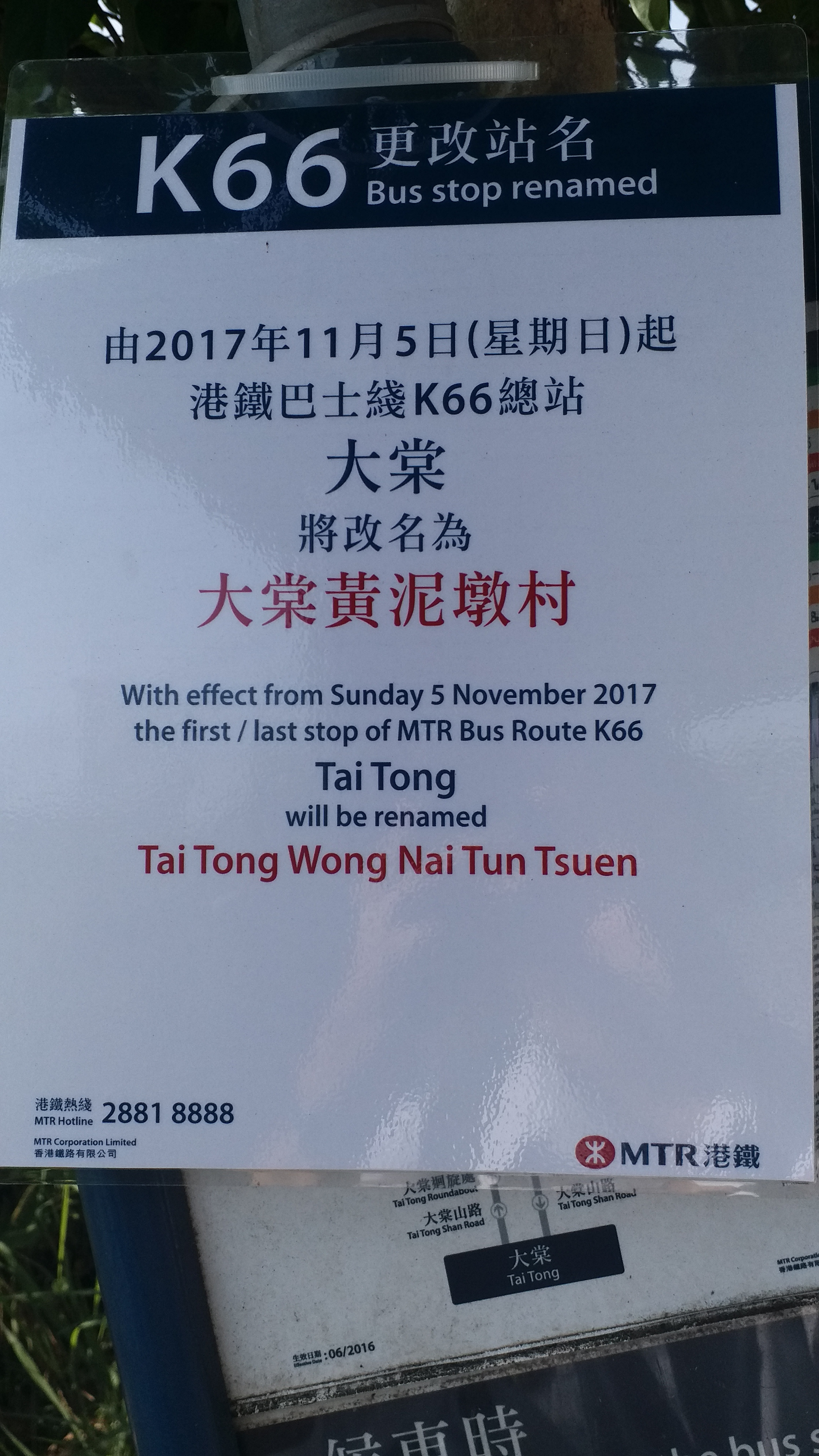

## 路線資料

### 港鐵巴士K66線
- 朗屏 ↔ 大棠

提供朗屏邨、元朗往來大棠的巴士服務，於1973年10月11日起投入服務，當時為九巴路線56。1988年8月8日由九廣鐵路公司輕便鐵路部接辦，1988年9月25日配合輕鐵首期通車改稱656，總站遷往元朗（東），並提供接駁輕鐵服務。1991年1月20日起延長至元朗工業邨。2004年1月18日配合九廣西鐵（現稱港鐵屯馬綫）全線通車改稱K66，並縮短至朗屏。

### 紅色小巴
- 元朗千色匯 ↔ 大棠